# Antonio Gutiérrez y Galleguillos
Antonio Gutiérrez y Galleguillos (Samo Alto, 1770-Valparaíso, 19 de abril de 1842) fue fraile franciscano y parlamentario chileno entre 1823 y 1825. Nació en el pueblo de Samo Alto, situado en la comuna de Río Hurtado, provincia de Limarí, Región de Coquimbo. Se dedicó a la enseñanza de las ciencias y entre los franciscanos tuvo diversos cargos: fue provincial y visitador de  la orden en el país y se desempeñó como examinador sinodal de los obispados de Santiago y Concepción. Edificó el convento de San Francisco del Monte .

## Biografía
El 7 de mayo de 1823 se le nombra senador suplente por la provincia de Coquimbo, en el Senado Conservador, y el 26 de mayo se incorporó a dicha corporación. El 4 de junio, por carta, renuncia al cargo señalando: “Que previamente a su ingreso al Senado se hallaba convaleciente de una grave enfermedad, que ha durado casi dos años…V. E. dígnese admitirme la renuncia que hago del mejor modo posible, y sustituir otro suplente que en lugar mío entre a accionar por las provincias de mi comisión. Gracia que espero de la efusión de su liberalidad”. No fue aceptada su renuncia. El 8 de agosto de ese año se declaran clausuradas las sesiones del Senado Conservador .
Es elegido diputado suplente por Copiapó en el Congreso General Constituyente que se instala el 12 de agosto de 1823. El 1 de septiembre asume el cargo en propiedad debido a la renuncia del diputado propietario. Fue firmante como diputado por Copiapó de la Constitución Política del Estado de Chile, promulgada el 19 de diciembre de 1823 .
Fue elegido diputado suplente por Copiapó para el Congreso Nacional de 1824-1825. Al enfermar Camilo Henríquez, diputado titular, no pudo reemplazarlo pues se declaró en sesión del 26 de enero de 1825 que era inhábil para asumir el cargo por ser sacerdote regular y para ser electo debe ser secularizado, por esta razón se ordenó elegir nuevamente un diputado suplente en el partido de Copiapó .
Falleció en Valparaíso el 19 de abril de 1842. En 1850 se trasladaron sus restos desde Valparaíso a Santiago y fue sepultado en la iglesia de San Francisco.

## Referencia y notas
- 1 Araya  Rivera, Hugo. Notas biográficas de religiosos franciscanos en Chile. Santiago de Chile. Alfabeta impresores. 1976.
- 2 Iturriaga C. Rigoberto. 4.268 nombres y otros datos…Elenco de religiosos de la Orden Franciscana que han pasado por Chile. Santiago de Chile. Publicaciones del Archivo Franciscano. 2007.
- 3 Sesiones de los Cuerpos Legislativos de la República de Chile. Tomo VII Congreso de Plenipotenciarios y senador Conservador – 1823. Santiago de Chile. Imprenta Cervantes. 1889.
- 4 Sesiones de los Cuerpos Legislativos de la República de Chile. Tomo VIII Congreso Constituyente – 1823. Santiago de Chile. Imprenta Cervantes. 1889.
- 5 Sesiones de los Cuerpos Legislativos de la República de Chile. Tomo X Congreso Nacional, 1824-1825. Santiago de Chile. Imprenta Cervantes. 1890.
- 6 Op. Cit. Nº 2.
- 7 Op. Cit. Nº 1.